# 20482 Dustinshea
20482 Dustinshea è un asteroide della fascia principale. Scoperto nel 1999, presenta un'orbita caratterizzata da un semiasse maggiore pari a 2,4414699 UA e da un'eccentricità di 0,1601657, inclinata di 3,39441° rispetto all'eclittica.